# Nintendo Music
Nintendo Music è un servizio di streaming audio sviluppato da Nintendo. È riservato esclusivamente agli utenti abbonati a Nintendo Switch Online, un servizio di abbonamento online per la console per videogiochi Nintendo Switch. La piattaforma è stata rilasciata in alcuni paesi il 30 ottobre 2024.

## Annuncio
Nintendo ha annunciato l'applicazione su X il 30 ottobre 2024 e ha annunciato che sarebbe stata lanciata più tardi quello stesso giorno. Il post includeva un trailer che mostrava un'interfaccia. Nintendo ha anche affermato che nel tempo sarebbe stata aggiunta altra musica da altri giochi.

## Caratteristiche
Al momento del lancio, il servizio incorpora franchise affiliati come Mario, The Legend of Zelda e Donkey Kong. Gli utenti possono selezionare la musica da trasmettere in streaming sul proprio dispositivo on demand o ascoltare playlist esistenti. Inoltre, l'applicazione consente affordance uniche come l'estensione della riproduzione della traccia a 15, 30 o 60 minuti, il download di tracce per l'ascolto offline, la creazione di playlist personalizzate e l'ascolto in background. L'applicazione include anche una funzionalità che consente agli utenti di rimuovere tracce che potrebbero contenere spolier riguardo giochi che non hanno completato.

## Distribuzione
Gli utenti possono trasmettere in streaming una varietà di musica per videogiochi, in gran parte colonne sonore, da titoli Nintendo con licenza. Annunciata il 30 ottobre 2024, l'app è stata rilasciata lo stesso giorno in Australia, Danimarca, Hong Kong, Israele, Giappone, Nuova Zelanda, Sudafrica, Corea del Sud, inclusi i paesi europei, latinoamericani e nordamericani per Android e iOS. Si prevede che seguiranno altri paesi.

## Colonne sonore
Con il lancio dell'applicazione Nintendo Music il 30 ottobre 2024, sono state rese disponibili al lancio 23 colonne sonore di vari giochi e console. Al 31 ottobre 2024, sono attualmente disponibili 23 colonne sonore e 8 colonne sonore sono state confermate come in arrivo in futuro.